# دريكوس دو بليسي
دريكوس دو بليسي (بالإنجليزية: Dricus du Plessis؛ مواليد 14 يناير 1994) هو مقاتل فنون القتال المختلطة جنوب إفريقي، يُنافس في الوزن المتوسط في يو إف سي، حيث كان بطل يو إف سي للوزن المتوسط السابق. وهو أول جنوب إفريقي يفوز بلقب بطولة في يو إف سي. اعتبارًا من 19 أغسطس 2025، يحتل المركز 1 في تصنيفات يو إف سي للوزن المتوسط والمركز 11 في تصنيفات يو إف سي لأفضل المقاتلين في جميع الأوزان. خارج يو إف سي، يعد دو بليسي أيضًا بطولة إكستريم القتالية لوزن الوسط والوزن المتوسط السابق، وبطل مواجهة الفنون القتالية للوزن المتوسط السابق.

## الخلفية
دو بليسي هو إفريقي. ولد في هاتفيلد، بريتوريا، وبدأ التدرب على الجودو في سن الخامسة قبل أن ينجرف في النهاية إلى الكيك بوكسينغ في سن الرابعة عشرة. وفي النهاية، أصبح بطل العالم في الرابطة العالمية لمنظمات الكيك بوكسينغ في الكيك بوكسينغ بأسلوب كيه-1، لكنه انتقل إلى الفنون القتالية المختلطة بعد أن أدرك وجودها. لا يمكن كسب المال في الكيك بوكسينغ. إلى جانب فنون الدفاع عن النفس، لعب دو بليسي أيضًا لعبة الرغبي خلال سنوات دراسته، ومنذ ذلك الحين أصبح مشجع لفريق جنوب إفريقيا الوطني للرغبي (سبرينغبوكس). أنه حضر جامعة بريتوريا، حيث درس الاقتصاد الزراعي لكنه ترك الدراسة خلال السنة الأخيرة للتركيز بشكل كامل على مسيرته في فنون القتال المختلطة.

## المسيرة في فنون القتال المختلطة

### المسيرة المبكرة
ظهر دو بليسي لأول مرة على المستوى الاحترافي في عام 2013، محققًا رصيد غير مهزوم 4–0 قبل مواجهة المخضرم المستقبلي في يو إف سي وبطل إي إف سي للوزن المتوسط آنذاك غاريث ماكليلان في حدث إي إف سي إفريقيا 33، حيث خسر عن طريق خنق المقصلة في الجولة الثالثة.
في يونيو 2015، ظهر دو بليسي لأول مرة في وزن الوسط في حدث إي إف سي إفريقيا 40 ضد دينو باجاتين، وفاز عن طريق الإخضاع في الجولة الثانية. بعد فوزه في ثلاث نزالات في عام 2015، واجه دو بليسي المخضرم مارتن فان ستادن في حدث إي إف سي 50 على لقب بطولة إي إف سي لوزن الوسط الشاغر. فاز دو بليسي عن الإخضاع في الجولة الثالثة. تم وضع دو بليسي لاحقًا للدفاع عن لقبه ضد أحد حامليه السابقين، هنري فاديبي. ومع ذلك، ألغي النزال عندما واجه فاديبي مشكلات تتعلق بتأشيرته.
عاد دو بليسي إلى إي إف سي في عام 2017، حيث هزم البرازيلي ماوريسيو دا روشا جونيور قبل أن يواجه يانيك باهاتي في حدث إي إف سي إفريقيا 62 على لقب بطولة الوزن المتوسط. فاز دو بليسي بخنق المقصلة في الدقيقة 1:30 من الجولة الأولى، ليصبح بطل لفئتين وزنيتين في المنظمة.

### مواجهة الفنون القتالية
في عام 2018، كان من المقرر أن يواجه دو بليسي بطل كيه إس دبليو لوزن الوسط روبرتو سولديتش على لقب بطولة كيه إس دبليو لوزن الوسط في حدث كيه إس دبليو 43: سولديتش ضد دو بليسي في 14 أبريل. في حالة من الانزعاج، قام دو بليسي اسقاط سولديتش من عرشه عبر الضربة الفنية القاضية، بعد أن أسقطه بخطاف أيسر. سيعود الاثنان لاحقًا في حدث كيه إس دبليو 45: دي فرايز ضد بيدورف في خريف ذلك العام، وهُزم دو بليسي بالضربة القاضية في الجولة الثالثة.
قاتل دو بليسي مرة أخرى على لقب مواجهة الفنون القتالية في حدث كيه إس دبليو 50 ضد المقاتل البرازيلي الألماني جويلتون سانتوس، وفاز عن طريق الضربة الفنية القاضية.

### العودة إلى إي إف سي
بعد أن أزعج بريندان ليسار المخضرم غاريث ماكليلان في نزال على لقب بطولة إي إف سي للوزن المتوسط المؤقت في حدث إي إف سي إفريقيا 80، كان دو بليسي مستعدًا بعد ذلك لمواجهة ليسار على اللقب في إي إف سي إفريقيا 83. فاز دو بليسي عن طريق الإخضاع بخنق المقصلة في الجولة الأولى.

### يو إف سي
ظهر دو بليسي لأول مرة في المنظمة ضد ماركوس بيريز في 11 أكتوبر 2020 في يو إف سي ليلة القتال 179. وفاز بالنزال عن طريق الضربة القاضية في الجولة الأولى.
كان من المقرر أن يواجه دو بليسي تريفين جايلز في 20 مارس 2021 في يو إف سي على إي إس بي إن 21. ومع ذلك، انسحب دو بليسي بسبب مشاكل التأشيرة التي قيدت سفره وتم استبداله برومان دوليدز. تمت إعادة جدولة النزال مع جايلز في 10 يوليو 2021 في يو إف سي 264. فاز دو بليسي بالنزال عن طريق الضربة القاضية في الجولة الثانية. أكسبه هذا الفوز مكافأة أداء الليلة.
كان من المقرر أن يواجه دو بليسي كريس كيرتس في 9 أبريل 2022 في يو إف سي 273. ومع ذلك، انسحب كيرتيس بسبب إصابة في المعصم وحل محله أنتوني هيرنانديز. ومع ذلك، تم تعديل النزالات مرة أخرى بعد انسحاب نصر الدين إيمافوف بسبب مشاكل في التأشيرة، حيث يواجه دو بليسي الآن كيلفن غاستلوم. ومع ذلك، انسحب غاستلوم قبل أسبوع من الحدث بسبب إصابة لم يكشف عنها وتم إلغاء نزاله مع دو بليسي.
ثم واجه دو بليسي براد تافاريس في يو إف سي 276 في 2 يوليو 2022. وفاز بالنزال بقرار القضاة بالإجماع.
واجه دو بليسي دارين تيل في يو إف سي 282 في 10 ديسمبر 2022. وفاز بالنزال عن طريق الإخضاع في الجولة الثالثة. أكسبه هذا القتال مكافأة قتال الليلة.
واجه دو بليسي ديريك برانسون في 4 مارس 2023، في يو إف سي 285. فاز بالنزال بالضربة الفنية القاضية بسبب إيقاف الزاوية عند الدقيقة 4:59 من الجولة الثانية.
واجه دو بليسي بطل يو إف سي للوزن المتوسط السابق روبرت ويتيكر في نزال الفائز به سيُقاتل على اللقب في 8 يوليو 2023، في يو إف سي 290. فاز بالنزال عن طريق الضربة الفنية القاضية في الجولة الثانية. أكسبه هذا الفوز مكافأة أداء الليلة، والمنافس الأول في فئة الوزن المتوسط.
بعد هزيمته لويتيكر، كان من المتوقع أن يواجه دو بليسي إسرائيل أديسانيا على لقب بطولة يو إف سي للوزن المتوسط في يو إف سي 293. ولكن بعد ذلك بوقت قصير، انسحب دو بليسي من القتال بسبب إصابة لم يُكشف عنها، وتم استبداله في النهاية بشون ستريكلاند.

#### بطولة يو إف سي للوزن المتوسط
واجه دو بليسي شون ستريكلاند على لقب بطولة يو إف سي للوزن المتوسط في 20 يناير 2024، في حدث يو إف سي 297. كان الثنائي حاضرين في حدث يو إف سي 296 في 16 ديسمبر 2023، جالسين في صفين قريبين بعضهما البعض بترتيب من دانا وايت. أثناء تبادل الكلمات، أشار ستريكلاند للجمهور بالابتعاد وهاجم دو بليسي. تم فض الشجار بسرعة وتم اصطحاب ستريكلاند إلى خارج الحدث. في يو إف سي 297، فاز دو بليسي بالنزال بقرار القضاة بالانقسام، ليصبح أول بطل يو إف سي من جنوب إفريقيا. أكسبه هذه القتال مكافأة قتال الليل.
دافع دو بليسي عن لقبه للمرة الأولى ضد بطل يو إف سي للوزن المتوسط مرتين السابق إسرائيل أديسانيا في 18 أغسطس 2024 في حدث يو إف سي 305. لقد فاز بالنزال عن طريق الإخضاع في الجولة الرابعة مما أدى إلى أول خسارة لأديسانيا بالإخضاع في مسيرته.
دافع دو بليسي عن لقبه للمرة الثانية في نزال العودة ضد البطل السابق شون ستريكلاند في 9 فبراير 2025 في حدث يو إف سي 312. وفاز بالنزال بقرار القضاة بالإجماع.
خاض دو بليسي دفاعه الثالث عن لقبه ضد المنافس غير المهزوم حمزة شيماييف في 16 أغسطس 2025 في حدث يو إف سي 319. خسر النزال واللقب بقرار القضاة بالإجماع.

## المسيرة في التصارع الإحترافي
قام دو بليسي بتمثيل فريقه، سي آي تي إم إم إيه، في حدث إخضاع الملوك الخماسية، حيث قدم جميع أعضاء الفريق الخمسة غراسي بارا للفوز بالجولة.

## البطولات والإنجازات

### كيك بوكسينغ
- الرابطة العالمية لمنظمات الكيك بوكسينغ
  - دبليو.إيه.كيه.أو بطولة العالم للشباب -86 كغ 2012  (قواعد كيه-1)[61]

### فنون القتال المختلطة
يو إف سي
- بطولة يو إف سي للوزن المتوسط (مرة واحدة، السابق)[62]
  - دفاعان ناجحان عن اللقب
  - أول مقاتل من جنوب إفريقيا يفوز بلقب بطولة في يو إف سي[5]
  - بالمشاركة (مع ريتش فرانكلين) رابع أكثر مقاتل فوزًا في نزالات اللقب للوزن المتوسط في يو إف سي (3)
- أداء الليلة (مرتين) ضد تريفين جايلز، وروبرت ويتيكر[30][42]
- قتال الليلة (مرتين) ضد دارين تيل وشون ستريكلاند[63][64]
- ثالث أكثر معدل تسديد ضربات مؤثرة في الدقيقة في تاريخ فئة الوزن المتوسط في يو إف سي (6.12)[65]
- بالمشاركة (مع كريس ويدمان) أطول سلسلة انتصارات في تاريخ فئة الوزن المتوسط في يو إف سي (9)[65]جوائز الشرف من يو إف سي
  - 2024: ترشيح جائزة اختيار المعجبين لهذا العام ضد إسرائيل أديسانيا[66]
- جوائر يو إف سي.كوم
  - 2023: المركز التاسع في قائمة المفاجآت الكبرى لهذا العام ضد روبرت ويتيكر[67]
  - 2024: المركز الخامس في تصنيف أفضل مقاتل في العام،[68] المركز الرابع في قائمة أفضل إخضاعات العام ضد إسرائيل أديسانيا[69] و المركز العاشر في قائمة أفضل نزالات العام ضد إسرائيل أديسانيا[70]

- بطولة إكستريم القتالية
  - بطولة إي إف سي للوزن المتوسط (مرة واحدة؛ سابقًا)
    - دفاع ناجح عن اللقب

  - بطولة إي إف سي لوزن الوسط (مرة واحدة؛ سابقًا)
- مواجهة الفنون القتالية
  - بطولة كيه إس دبليو لوزن الوسط (مرة واحدة؛ سابقًا)
  - قتال الليلة مرة واحدة ضد روبرتو سولديتش
  - أداء الليلة مرة واحدة ضد روبرتو سولديتش

- جوائز فنون القتال المختلطة العالمية
  - مقاتل العام الدولي لعام 2024[71]
- إي إس بي إن
  - إخضاع العام 2024 ضد إسرائيل أديسانيا[72]
- إم إم إيه فايتينغ
  - فريق نجوم فنون القتال المختلطة الثاني لعام 2023[73]
  - فريق نجوم فنون القتال المختلطة الأول لعام 2024[74]

## سجل فنون القتال المختلطة
| السجل المهني |        |         |
| 26 نزال      | 23 فوز | 3 خسارة |
| ضربة قاضية   | 9      | 1       |
| إخضاع        | 11     | 1       |
| قرار القضاة  | 3      | 1       |

| النتيجة | السجل | الخصم                  | الطريقة                         | الحدث                                    | التاريخ        | الجولة | الوقت | المكان                              | الملاحظات                                                        |
| ------- | ----- | ---------------------- | ------------------------------- | ---------------------------------------- | -------------- | ------ | ----- | ----------------------------------- | ---------------------------------------------------------------- |
| خسر     | 23–3  | حمزة شيماييف           | قرار القضاة (بالإجماع)          | يو إف سي 319                             | 16 أغسطس 2025  | 5      | 5:00  | شيكاغو، إلينوي، الولايات المتحدة    | خسر لقب بطولة يو إف سي للوزن المتوسط.                            |
| فاز     | 23–2  | شون ستريكلاند          | قرار القضاة (بالإجماع)          | يو إف سي 312                             | 9 فبراير 2025  | 5      | 5:00  | سيدني، أستراليا                     | دافع عن لقب بطولة يو إف سي للوزن المتوسط.                        |
| فاز     | 22–2  | إسرائيل أديسانيا       | إخضاع (خنق خلفي عاري)           | يو إف سي 305                             | 18 أغسطس 2024  | 4      | 3:38  | برث، أستراليا                       | دافع عن لقب بطولة يو إف سي للوزن المتوسط.                        |
| فاز     | 21–2  | شون ستريكلاند          | قرار القضاة (بالانقسام)         | يو إف سي 297                             | 20 يناير 2024  | 5      | 5:00  | تورونتو، أونتاريو، كندا             | فاز بلقب بطولة يو إف سي للوزن المتوسط. قتال الليلة.              |
| فاز     | 20–2  | روبرت ويتيكر           | ضربة فنية قاضية (باللكمات)      | يو إف سي 290                             | 8 يوليو 2023   | 2      | 2:23  | لاس فيغاس، نيفادا، الولايات المتحدة | الفائز سيقاتل على لقب بطولة يو إف سي للوزن المتوسط. أداء الليلة. |
| فاز     | 19–2  | ديريك برانسون          | ضربة فنية قاضية (إيقاف الزاوية) | يو إف سي 285                             | 4 مارس 2023    | 2      | 4:59  | لاس فيغاس، نيفادا، الولايات المتحدة |                                                                  |
| فاز     | 18–2  | دارين تيل              | إخضاع (كرنك الوجه)              | يو إف سي 282                             | 10 ديسمبر 2022 | 3      | 2:43  | لاس فيغاس، نيفادا، الولايات المتحدة | قتال الليلة.                                                     |
| فاز     | 17–2  | براد تافاريس           | قرار القضاة (بالإجماع)          | يو إف سي 276                             | 2 يوليو 2022   | 3      | 5:00  | لاس فيغاس، نيفادا، الولايات المتحدة |                                                                  |
| فاز     | 16–2  | تريفين جايلز           | ضربة قاضية (باللكمات)           | يو إف سي 264                             | 10 يوليو 2021  | 2      | 1:41  | لاس فيغاس، نيفادا، الولايات المتحدة | أداء الليلة.                                                     |
| فاز     | 15–2  | ماركوس بيريز           | ضربة قاضية (باللكمات)           | يو إف سي ليلة القتال: مورايس ضد ساندهاغن | 11 أكتوبر 2020 | 1      | 3:22  | أبو ظبي، الإمارات العربية المتحدة   |                                                                  |
| فاز     | 14–2  | بريندان ليسار          | إخضاع (خنق المقصلة)             | إي إف سي 83                              | 14 ديسمبر 2019 | 1      | 4:15  | خاوتينغ، جنوب إفريقيا               | دافع ووحد لقب بطولة إي إف سي للوزن المتوسط.                      |
| فاز     | 13–2  | جويلتون سانتوس         | ضربة فنية قاضية (باللكمات)      | كيه إس دبليو 50                          | 14 سبتمبر 2019 | 2      | 3:04  | لندن، إنجلترا                       | العودة إلى الوزن المتوسط.                                        |
| خسر     | 12–2  | روبرتو سولديتش         | ضربة قاضية (باللكمات)           | كيه إس دبليو 45                          | 6 أكتوبر 2018  | 3      | 2:33  | لندن، إنجلترا                       | خسر لقب بطولة مواجهة الفنون القتالية لوزن الوسط. قتال الليلة.    |
| فاز     | 12–1  | روبرتو سولديتش         | ضربة فنية قاضية (باللكمات)      | كيه إس دبليو 43                          | 14 أبريل 2018  | 2      | 1:37  | فروتسواف، بولندا                    | فاز بلقب بطولة مواجهة الفنون القتالية لوزن الوسط. أداء الليلة.   |
| فاز     | 11–1  | يانيك باهاتي           | إخضاع (خنق المقصلة)             | إي إف سي 62                              | 19 أغسطس 2017  | 1      | 1:30  | خاوتينغ، جنوب إفريقيا               | فاز بلقب بطولة إي إف سي للوزن المتوسط.                           |
| فاز     | 10–1  | موريسيو دا روشا جونيور | ضربة فنية قاضية (باللكمات)      | إي إف سي 59                              | 13 مايو 2017   | 1      | 3:58  | خاوتينغ، جنوب إفريقيا               |                                                                  |
| فاز     | 9–1   | رافائيل هاراتيك        | إخضاع (خنق المقصلة)             | إي إف سي 56                              | 9 ديسمبر 2016  | 2      | 3:34  | خاوتينغ، جنوب إفريقيا               | نزال في الوزن المتوسط.                                           |
| فاز     | 8–1   | مارتن فان ستادن        | إخضاع (خنق المقصلة)             | إي إف سي 50                              | 17 يونيو 2016  | 3      | 3:59  | خاوتينغ، جنوب إفريقيا               | فاز بلقب بطولة إي إف سي لوزن الوسط الشاغر.                       |
| فاز     | 7–1   | برونو موكولو           | إخضاع (خنق خلفي عاري)           | إي إف سي 46                              | 12 ديسمبر 2015 | 2      | 2:50  | خاوتينغ، جنوب إفريقيا               | نزال في وزن غير محدد (176 رطلاً).                                 |
| فاز     | 6–1   | دينو باجاتين           | إخضاع (خنق خلفي عاري)           | إي إف سي 40                              | 6 يونيو 2015   | 2      | 3:33  | خاوتينغ، جنوب إفريقيا               | أول ظهور في وزن الوسط.                                           |
| فاز     | 5–1   | دارين دانيال           | إخضاع (خنق خلفي عاري)           | إي إف سي 37                              | 21 فبراير 2015 | 1      | 4:50  | خاوتينغ، جنوب إفريقيا               |                                                                  |
| خسر     | 4–1   | غاريث ماكليلان         | إخضاع (خنق المقصلة)             | إي إف سي 33                              | 30 أغسطس 2014  | 3      | 2:12  | خاوتينغ، جنوب إفريقيا               | على لقب بطولة إي إف سي للوزن المتوسط.                            |
| فاز     | 4–0   | دونافين هوكي           | ضربة فنية قاضية (باللكمات)      | إي إف سي 27                              | 27 فبراير 2014 | 1      | 4:50  | خاوتينغ، جنوب إفريقيا               |                                                                  |
| فاز     | 3–0   | جي سي لامبرخت          | إخضاع (خنق خلفي عاري)           | إي إف سي 24                              | 10 أكتوبر 2013 | 3      | 1:54  | خاوتينغ، جنوب إفريقيا               |                                                                  |
| فاز     | 2–0   | برونو موكولو           | إخضاع (خنق خلفي عاري)           | إي إف سي 23                              | 12 سبتمبر 2013 | 1      | 2:34  | خاوتينغ، جنوب إفريقيا               |                                                                  |
| فاز     | 1–0   | تشيكانجو ماكويوبو      | ضربة فنية قاضية (إصابة بالركبة) | إي إف سي 21                              | 25 يوليو 2013  | 1      | 1:18  | خاوتينغ، جنوب إفريقيا               | أول ظهور في الوزن المتوسط.                                       |

## وصلات خارجية
- دريكوس دو بليسيس على موقع يو إف سي (الإنجليزية)
- دريكوس دو بليسيس على موقع شيردوغ (الإنجليزية)
- دريكوس دو بليسيس على موقع Tapology.com (الإنجليزية)
- دريكوس دو بليسيس على موقع فايت ماتريكس (الإنجليزية)